# Деалу Доштатулуј (Алба)
Деалу Доштатулуј (рум. Dealu Doștatului) насеље је у Румунији у округу Алба у општини Доштат. Oпштина се налази на надморској висини од 407 m.

## Становништво
Према подацима из 2002. године у насељу је живело 20 становника, од којих су сви румунске националности.